# Кравченко, Николай Васильевич (Герой Советского Союза)
Николай Васильевич Кравченко (род. 9 октября 1952) — советский и российский военный и общественный деятель. Герой Советского Союза, полковник. Начальник Омского кадетского военного корпуса Министерства обороны РФ (1999—2001; 2012—2020). Председатель Омского отделения Российского военно-исторического общества.

## Биография
Родился 9 октября 1952 года в городе Омске. Отец — Василий Фёдотович, был участником Великой Отечественной войны, после победы 22 года работал электриком по эксплуатации промышленных установок на Омском шинном заводе. Мать работала сначала на Омском шинном заводе, а позже — в школе № 62 города Омска.
В 1970 году окончил среднюю школу № 22 в городе Омске.

## Военная служба
В Советской Армии с 1970 года.
В 1974 году, после окончания РВВДКУ, служил в Одесском военном округе в должности переводчика в разведотделе 98 гвардейской воздушно-десантной дивизии.
В 1976 году переведен в 299-й гвардейский парашютно-десантный полк (г. Болград). Служил в должностях командира парашютно-десантного взвода, заместителя командира парашютно-десантной роты (ноябрь 1977), командира парашютно-десантной роты (1980).
В 1979 году принимал участие в учениях стран Варшавского договора Щит-79 в Венгрии с десантированием 299-го гвардейского парашютно-десантного полка с техникой.
в 1989 году окончил Военную академию имени М. В. Фрунзе

## Служба в Афганистане
В апреле 1981 года, в составе группы офицеров дивизии, капитан Кравченко убыл на замену в Демократическую Республику Афганистан. Служил в Баграме — в 345-м гвардейском отдельном парашютно-десантном полку (командир полка — полковник П. С. Грачёв, впоследствии министр обороны России). Был командиром роты.
В 1981 году вступил в члены КПСС.

## Подвиг
Из наградного листа о присвоении звания Героя Советского Союза:
«В январе 1984 года 345-й гв.опдп совершил марш около 400 км, участвовал в крупной операции по деблокированию Ургунской долины на границе с Пакистаном. Операция длилась около месяца в сложных зимних условиях. Войти в долину необходимо было через ущелье. Дорога, единственная по ущелью вдоль реки, была заминирована и хорошо простреливалась. В течение недели передовой отряд десантников медленно, буквально по 10-15 км, двигался в пешем порядке и постепенно занимал господствующие высоты вдоль ущелья. В итоге долина была разблокирована и основными силами советских войск был уничтожен крупный базовый лагерь душманов, захвачено много оружия, боеприпасов и имущества иностранного производства. За эту операцию Н. В. Кравченко представлен к первой награде — ордену Красной Звезды. Участвовал в 8-месячной Панджшерской операции. 19 мая 1984 года первый парашютно-десантный батальон 345-го полка при выходе из Панджшерского ущелья после проведенной операции попал в засаду. В первые минуты боя погибли командир батальона капитан Федоров и батальонный врач Евгений Козлов. Вторая парашютно-десантная рота понесла значительные потери. 18 раненных, батальон потерял управление. В труднейшей обстановке капитан Кравченко принял командование батальоном. Ему удалось быстро установить управление ротами, сбить противника с господствующей высоты, восстановить связь с полком и организовать эвакуацию раненных. Батальон организованно вышел из засады с минимальными потерями. С июня 1984 года капитан Кравченко принимал участие в ещё нескольких операциях в должности начальника штаба батальона. Осенью на Ниджрабской операции (ущелье Ниджраб, провинция Каписа) подорвался на БТР-70 и получил контузию, но от госпитализации отказался».

## Звание Герой Советского Союза
«За проявленное мужество во время Панджшерской операции Николаю Васильевичу Кравченко указом Президиума Верховного Совета СССР 27 сентября 1984 года присвоено звание Героя Советского Союза с вручением ордена Ленина и медали Золотая Звезда».

## Дальнейшая служба
В феврале 1985 года капитан Кравченко закончил службу в Демократической Республике Афганистан и был направлен в 98-ю гвардейскую воздушно-десантную дивизию на должность командира парашютно-десантного батальона в г. Кишинёв.
В 1986 году поступил в военную академию имени М. В. Фрунзе, которую закончил в 1989 году и был назначен на должность заместителя командира 234-го гвардейского парашютно-десантного полка 76-й гвардейской воздушно-десантной дивизии (г. Псков). В составе полка выполнял специальные задачи в Баку, Вильнюсе. Затем был назначен заместителем командира 23-й отдельной десантно-штурмовой бригады в г. Кременчуге.
После распада СССР отказался принимать присягу на верность Украине, переведён в Сибирский военный округ.

### Служба в ВС Российской Федерации
С февраля 1992 по декабрь 1998 года— заместитель начальника Омского общевойскового училища.
В 1993 году присвоено воинское звание полковник.
С декабря 1998 года исполнял обязанности начальника Омского общевойскового командного училища.
С 1999 года по 2001 год — начальник Омского кадетского корпуса.
С 2012 года по 2020 год — начальник Омского кадетского военного корпуса.